# Office municipal d'habitation de Montréal

Logo

L'Office municipal d'habitation de Montréal (OMHM) est l'organisme public qui est responsable de la gestion des habitations à loyer modique et de logements abordables pour l'île de Montréal. Cet organisme a été fondé en 1969 et en 2002, dans le contexte de la fusion des municipalités montréalaises, il reçut le mandat de regrouper et de gérer tous les offices municipaux d'habitation de l'île de Montréal. 
Le Centre administratif et de services est situé au 400, boulevard Rosemont, à Montréal. 
Deux bureaux offrent des services aux locataires de HLM: 
Bureau de services - Ouest, situé au 2247, Delisle, bureau 300 dans l'arrondissement du Sud-Ouest
Bureau de services - Est, situé au 3330, boulevard de l'Assomption dans l'arrondissement Mercier-Hochelaga-Maisonneuve

## Sources de financement
L'organisme tire ses sources de revenus de financement fournis par le gouvernement du Québec via la Société d'habitation du Québec et de transferts provenant de la Communauté métropolitaine de Montréal ainsi que de fonds provenant de la Société canadienne d'hypothèque et de logement (SCHL). Le financement de la partie HLM est complété par les loyers versés mensuellement par les quelque 34 000 locataires vivant dans ce type d'habitations à Montréal. Ces loyers correspondent à 25 % du revenu des ménages. Pour les immeubles construits en vertu des programmes LAQ et AccèsLogis, seule la construction de l'immeuble est subventionnée. Les loyers sont donc fixés dans le but de permettre la gestion et l'entretien des immeubles. Le budget annuel de l'organisme avoisine les 450 millions $, ce qui inclut les investissements annuels en rénovation.

## Parc immobilier
En 2022, l'OMHM gère et entretient 20 810 logements HLM répartis sur l'ensemble de l'île de Montréal, 1 452 logements répartis dans les 11 résidences pour aînés du réseau ENHARMONIE et 735 logements abordables construits grâce aux programmes Logement abordable Québec (LAQ) et AccèsLogis. L'OMHM gère également les 237 logements réguliers des immeubles Benny Farm. L'ensemble des logements de l'OMHM sont répartis dans 881 bâtiments qui comptent un total de 2 558 adresses. De plus, l'OMHM administre plus de 15 900 subventions issues des programmes Supplément au loyer (PSL). Les programmes Supplément au loyer permettent à des ménages à faible revenu d’habiter dans des logements qui font partie du marché locatif privé ou qui appartiennent à des coopératives d’habitation (COOP) ou à des organismes sans but lucratif (OSBL), tout en payant un loyer similaire à celui d’une habitation à loyer modique. Les locataires qui bénéficient de ce programme paient un loyer correspondant à 25 % de leur revenu.

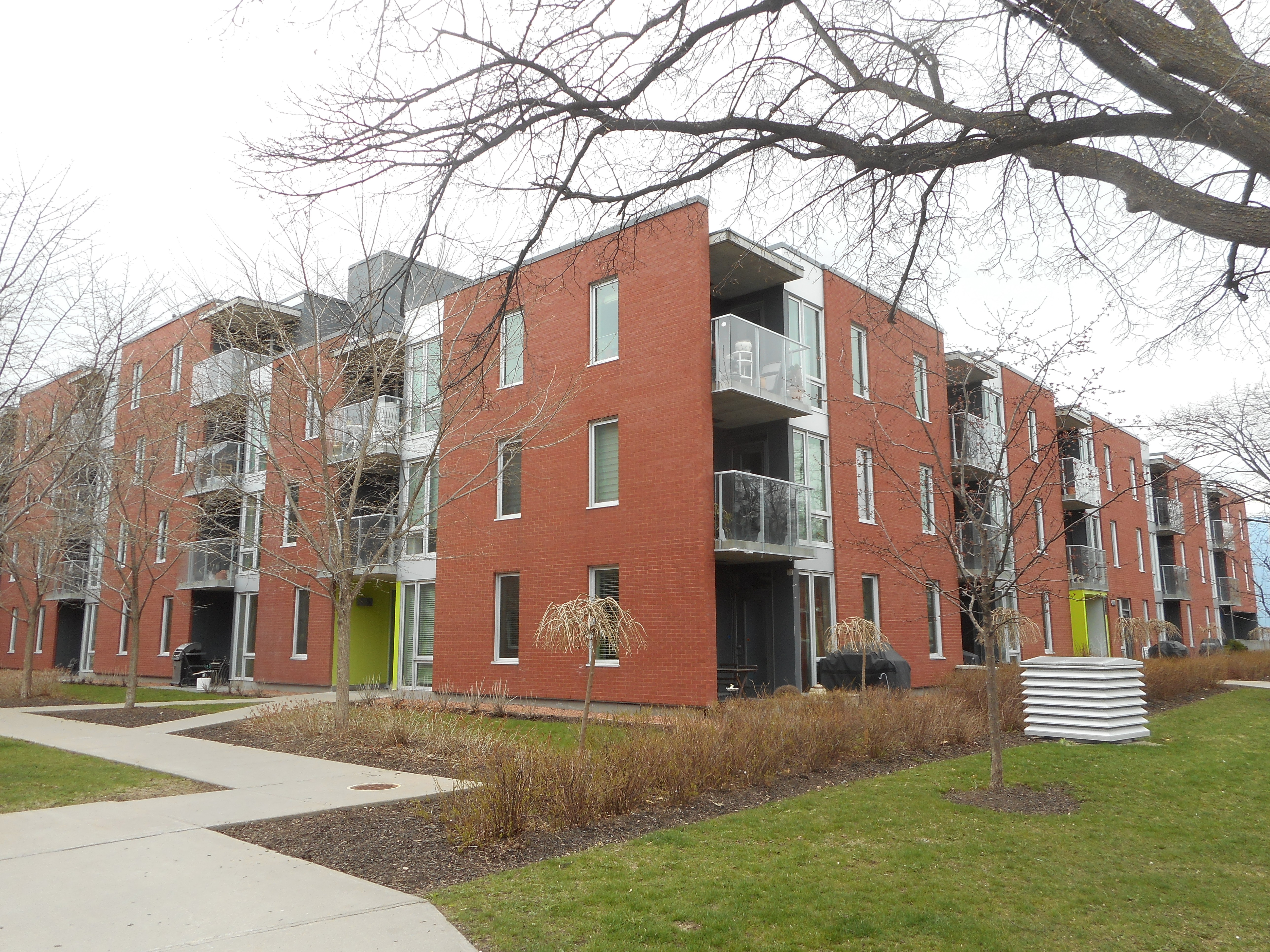
Immeubles Benny Farm
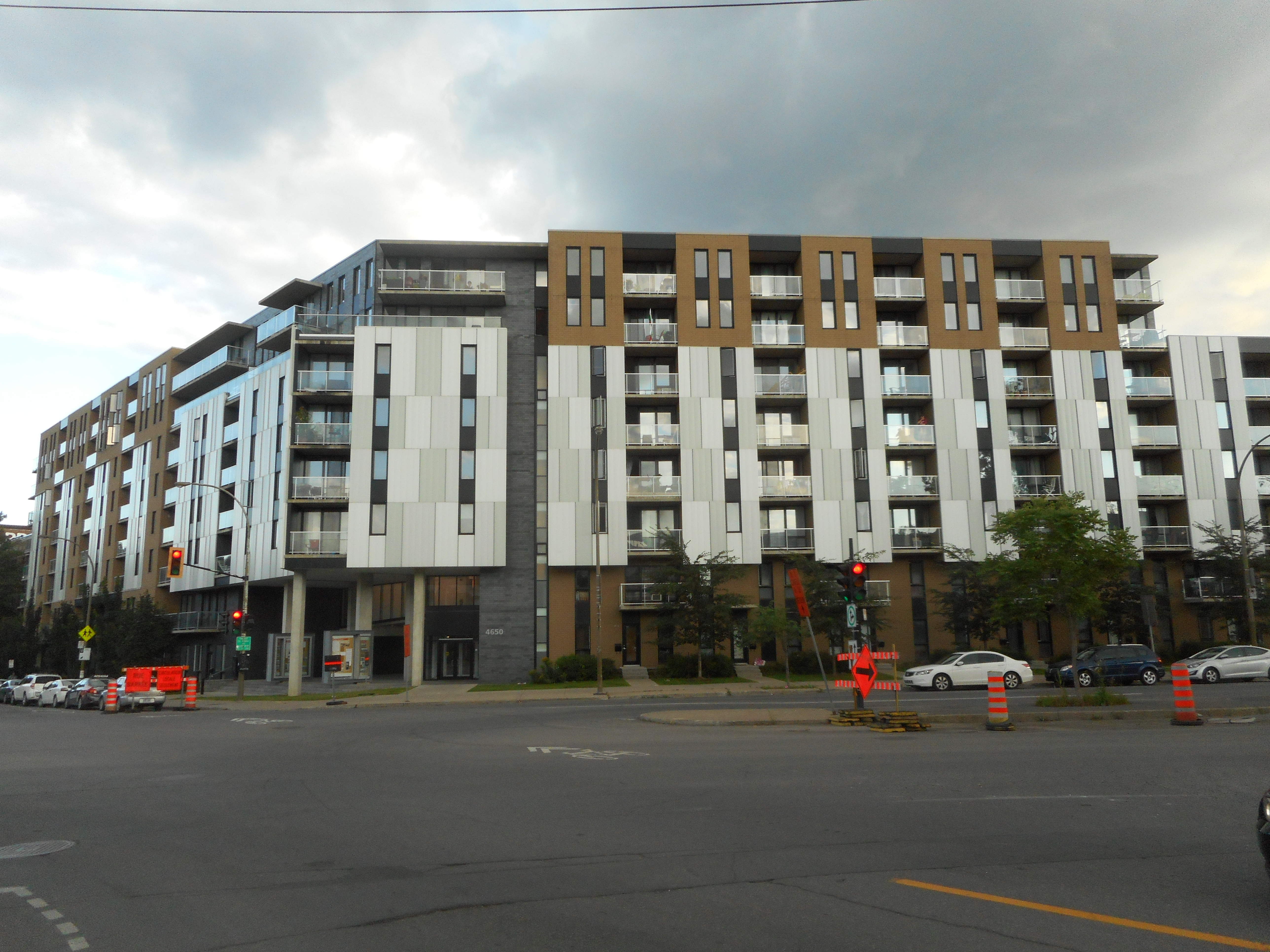
4650 rue Saint-Jacques
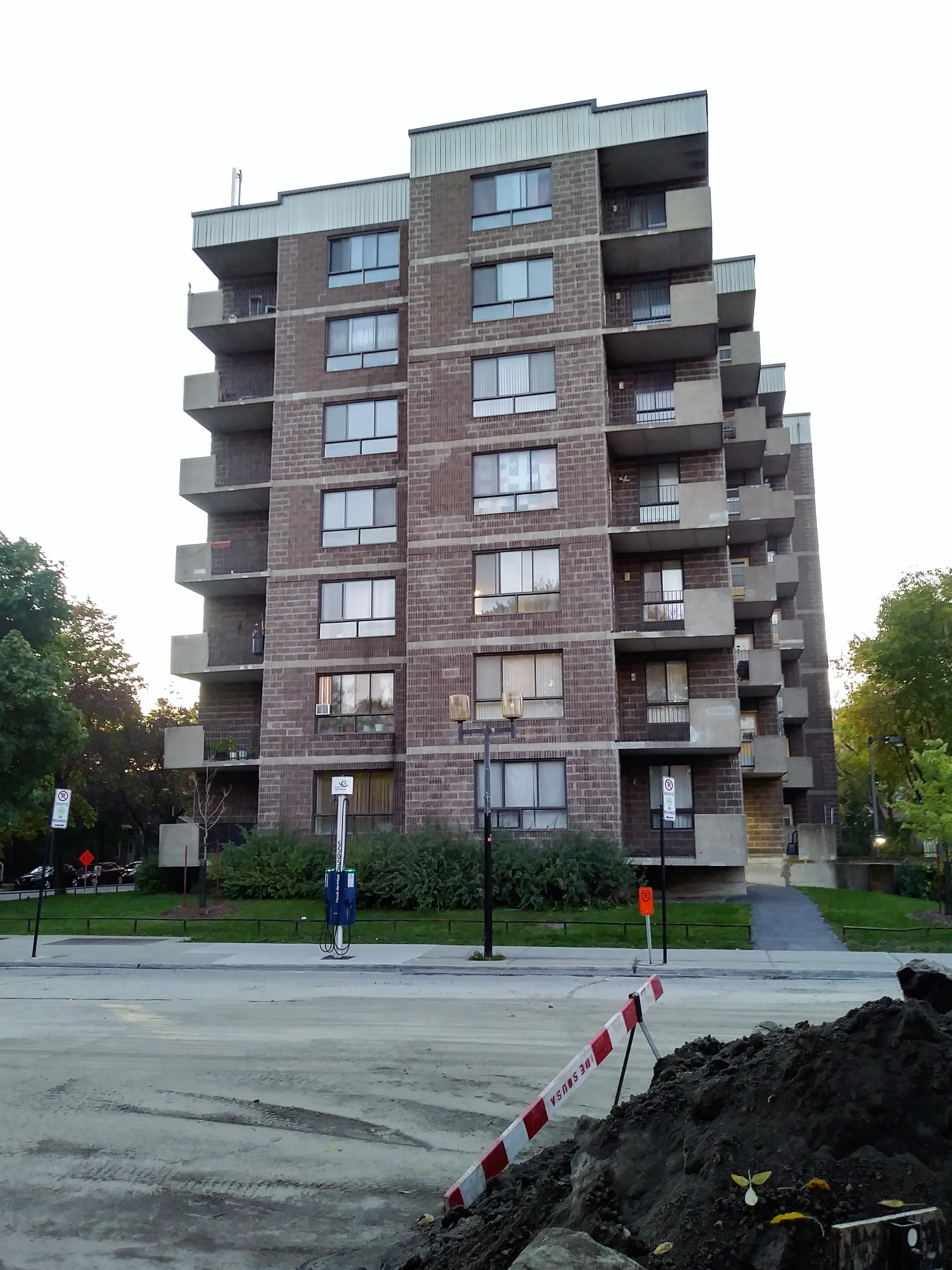
1625 rue Galt
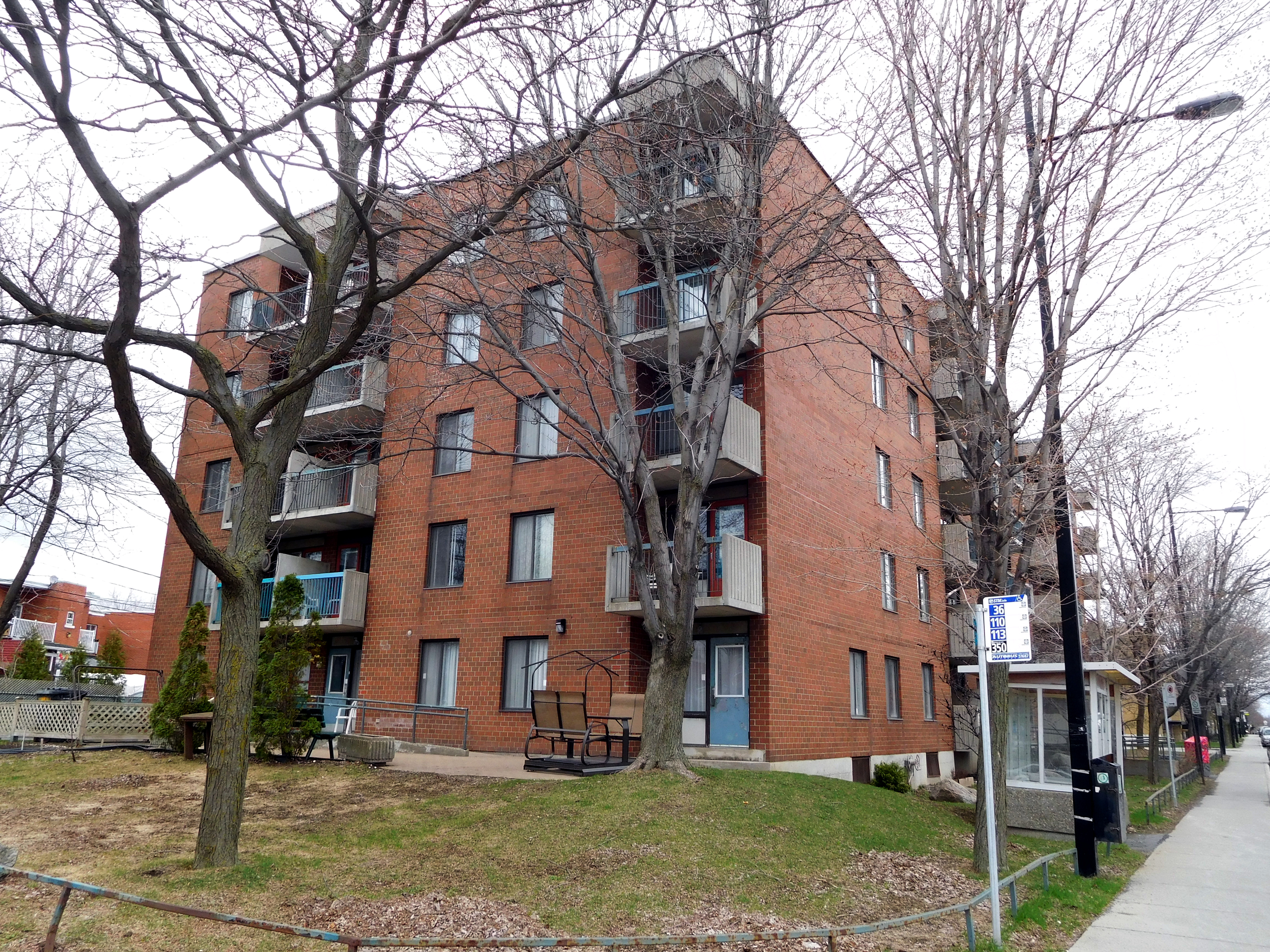
3055 boul des Trinitaires

## Clientèle
En 2022, plus de 55 000 Montréalaises et Montréalais vivent dans des logements gérés par l'OMHM ou des logements subventionnés grâce aux programmes Supplément au loyer. Parmi les quelque 34 000 locataires vivant en HLM, plus de 11 000 sont âgés entre 0 et 25 ans et près de 13 000 d'entre eux sont âgés de 60 ans et plus. Fait à noter, les HLM de Montréal abritaient 17 centenaires en 2021. Plus d'une centaine d'associations représentent les intérêts des locataires auprès de l'OMHM et organisent des activités dans les milieux de vie. Plus de 23 000 ménages sont inscrits sur les listes d'attente d'un logement subventionné à Montréal.

## Employés
En 2022, l'OMHM compte plus de 900 employés.

### Les syndicats
Les employés de bureau (cols blanc) sont représentés par le Syndicat des fonctionnaires municipaux de Montréal qui est en fait la section locale 429 du Syndicat canadien de la fonction publique (SCFP).
Les travailleurs manuels cols bleus sont membres du Syndicat des cols bleus regroupés de Montréal qui constitue la section locale 301 du Syndicat canadien de la fonction publique (SCFP). Jusqu'en 1997 ce groupe formait un syndicat membre de la Confédération des syndicats nationaux (CSN). Ils sont le groupe d'employés le plus nombreux au sein de cet organisme.
Le personnel cadre et employés de bureau non syndiqués ont formé l’Association des cadres et du personnel de bureau non-syndiqué de l'OMHM.